# جيل ريس
جيل ريس (بالإنجليزية: Gil Reece)‏ هو لاعب كرة قدم بريطاني في مركز نصف الجناح، ولد في 2 يوليو 1942 في كارديف في المملكة المتحدة، وتوفي بنفس المكان في 20 ديسمبر 2003. شارك مع منتخب ويلز لكرة القدم. أما مع النوادي، فقد لعب مع سوانزي سيتي وشيفيلد يونايتد وكارديف سيتي ونادي باري تاون يونايتد ونيوبورت كونتي.

## وصلات خارجية
- جيل ريس على موقع الاتحاد الأوربي (الإنجليزية)
- جيل ريس على موقع ناشيونال فوتبول تيمز (الإنجليزية)